# Пробірне клеймо
Пробірне клеймо (рос. пробирное клеймо, англ. assay mark, hallmark,, нім. Probierstempel m) — державний знак встановленого єдиного зразка, що засвідчує цінність виробів із дорогоцінних металів. Опис державного П.к. та його форма затверджуються Міністерством фінансів України та виготовляються за його замовленням.